# آلان مونرو (سياسي)
السير آلان وايتسايد مونرو، (بالإنجليزية: Sir Alan Whiteside Munro)‏. ولد في 23 مايو 1898 وتوفي في 8 يوليو 1968. سياسي، عضوا في الجمعية التشريعية في كوينزلاند. كان نائب رئيس وزراء كوينزلاند، أستراليا من عام 1963 حتى عام 1965.

## السيرة الذاتية
ولد مونرو في بريسبان، كوينزلاند،  ابن جورج وايتسايد وزوجته فلورنس إيميلي مود (née Schmidt). التحق بمدرسة بريسبان النحوية، وبعد إنهاء دراسته، كان موظفاً حكومياً للحكومة الفدرالية من عام 1913 حتى عام 1924 ، ثم تولى مهمة المحاسبة عن بقية حياته المهنية.
كان عضوا في فيلق الدفاع المتطوع من 1941 إلى 1944 ورئيس مجلس ولاية كوينزلاند لمعهد المحاسبين القانونيين 1940-1942. ثم أصبح مونرو رئيسًا لغرفة تجارة بريسبان من 1942 إلى 1944 ورئيسًا لمجلس إدارة شركة كوينزلاند للصحف Pty Ltd ، من 1949 إلى 1950.
في التاسع والعشرين من يونيو عام 1921، تزوج مونرو من ميني بيريل نيكلسون توفي ابن واحد، الرقيب دونالد ايتسايد مونرو، في غينيا الجديدة بينما كانت تحلق له كيتى هوك في عام 1942. توفي مونرو في بريزبن في يوليو 1968 ومنح جنازة رسمية.

## الحياة العامة
فاز مونرو، الذي يمثل الحزب الليبرالي، بمقعد تولونغ في انتخابات ولاية كوينزلاند عام 1950 ، ليحل محل العضو المتقاعد تشارلز وانستول. شغل مقعدا حتى عام 1966 عندما تقاعد من السياسة للسماح «الرجال الأصغر سنا لأخذ زمام الأمور». 
شغل عدة مناصب في الحكومة اليوم، بما في ذلك:
- المدعي العام - 1957
- وزير العدل والنائب العام - 1957-1963
- زعيم الحزب الليبرالي ونائب رئيس الوزراء - 1962-1965
- وزير التنمية الصناعية - 1963 - 1966

حصل على جائزة نايت كوماندر عن وسام الإمبراطورية البريطانية في 12 يونيو 1965 بسبب «خدماته المتميزة والخاصة بالدولة إلى الدولة كوزير وبرلماني».